# Вишневський заказник
Вишне́вський заказник — ландшафтний заказник загальнодержавного значення в Україні. Розташований поблизу сіл Семенівка і Барвінок Кам'янського району Дніпропетровської області.

## Загальні відомості
До заказника входить долина річки Мокра Сура неподалік від її витоку, де річка ще є лише струмком, від околиць міста Верхівцеве до села Барвінок і селища Вишневе. Заказник нагадує широку степову балкову долину, схили якої зайняті цінними ділянками степу, а на правому макросхилі розташовані шість невеликих байрачних гаїв, які відомі серед місцевих жителів як Лобинські ліси. У долині трапляються дуже цінні у созологічному відношенні ділянки, на яких види рослин внесених до Червоної книги України є домінантами або характерними видами, а самі угруповання внесені до Зеленої книги України. Цінні ділянки заплавних лук із флористичними та фауністичними раритетами є біля злиття Малої Сури та першої Сухої Сури. У гайках гніздуються хижі птахи, живуть кажани, вовчки.
Площа заказника — 615,0 га, створений у 2005 році.